# 연애에 관하여
연애에 관하여(Another Love Story)는 한국에서 제작된 김지현 감독의 2000년 드라마 영화이다. 김선재 등이 주연으로 출연하였다.

## 출연

### 주연
- 김선재
- 구성연
- 박현영

## 제작진
- 조연출: 정창익
- 녹음: 정창익
- 녹음: 정광호